# Eric Sykes
Pour les articles homonymes, voir Sykes.
Eric Sykes, né le 4 mai 1923 à Oldham et mort le 4 juillet 2012, est un acteur, scénariste et réalisateur britannique, connu principalement pour ses très nombreux rôles dans des comédies britanniques pendant ses 50 premières années.
En plus d'être face à la scène, Sykes fut également à l'écoute de la radio pendant les années 1950.

## Biographie
La carrière de Sykes dans le cinéma commença dans une unité spéciale d'Ultra dans la Royal Air Force, durant la Seconde Guerre mondiale, où il travailla avec le lieutenant Bill Fraser.
Il a aussi aidé Spike Milligan, après la dépression de ce dernier, dans The Goon Show. Il a collaboré avec lui sur une émission de radio spéciale appelée Archie in Goonland qui est un mixte de The Goon Show et Educating Archie avec Peter Brough. Ce ne fut cependant pas un succès et plusieurs scripts ont même été détruits.
Durant les années 1980, Sykes visita l'Australie avec la pièce de théâtre Run for Your Wife, avec Jack Smethurst, David McCallum et Katy Manning.
Par la suite, il deviendra partiellement sourd à la suite d'une maladie qu'il a attrapée, étant adulte, qui est un symptôme du syndrome maculaire, une condition due à son âge (et peut-être dû au tabagisme), ce qui lui causa une perte de vue partielle ; il est inscrit comme aveugle.
En 2005, il fut promu Commandeur de l'Ordre de l'Empire britannique pour ses talents d'art dramatique.
Le 14 février 1952, Sykes se maria avec Edith Eleanore, avec qui il eut 3 filles dont les actrices Julie Sykes et Kathy Sykes, ainsi qu'un fils. Il est aussi le grand-père de l'acteur Matt Stronge.

## Filmographie

### Acteur
- 1954 : Orders Are Orders de David Paltenghi
- 1956 : Charley Moon de Guy Hamilton
- 1959 : Tommy the toreador de John Paddy Carstairs
- 1960 : Watch Your Stern de Gerald Thomas
- 1961 : Le Prisonnier récalcitrant (Very Important Person) de Ken Annakin
- 1961 : L'Escapade héroïque (Invasion quartet) de Jay Lewis
- 1962 : Village of Daughters de George Pollock
- 1962 : La Polka des poisons (Kill or Cure) de George Pollock
- 1963 : Heavens Above! de John Boulting et Roy Boulting
- 1964 : The Bargee de Duncan Wood
- 1964 : One Way Pendulum de Peter Yates
- 1965 : Ces merveilleux fous volants dans leurs drôles de machines (Those magnificent men in their flying machines, or how I flew from London to Paris in 25 hours 11 minutes) de Ken Annakin
- 1965 : Rotten to the Core de John Boulting
- 1965 : Le Liquidateur (The Liquidator) de Jack Cardiff
- 1966 : The Spy with a Cold Nose
- 1967 : The Plank (+ réalisation)
- 1968 : Shalako d'Edward Dmytryk
- 1969 : Rhubarb (+ réalisation)
- 1969 : Gonflés à bloc (Monte Carlo or bust) de Ken Annakin
- 1972 : The Alf Garnett saga de Bob Kellett
- 1973 : Théâtre de sang (Theater of blood) de Douglas Hickox
- 1979 : The Plank (1979) (TV)
- 1980 : Rhubarb Rhubarb (+ réalisation)
- 1981 : If You Go Down in the Woods Today (+ réalisation)
- 1982 : The Boys in Blue de Val Guest
- 1983 : Gabrielle and the Doodleman de Francis Essex
- 1986 : Absolute Beginners de Julien Temple
- 1993 : The Big Freeze (+ réalisation) (court-métrage)
- 1993 : Grandeur et descendance (Splitting heirs) de Robert Young
- 2001 : Les Autres (The others) d'Alejandro Amenábar
- 2004 : Mavis and the Mermaid de Juliet McKoen (court-métrage)
- 2005 : Harry Potter et la Coupe de feu de Mike Newell: Frank Bryce
- 2005 : I told you I was Ill : The life and legacy of Spike Milligan documentaire de Cathy Henkel
- 2008 : Le Fils de Rambow (Son of Rambow) de Garth Jennings
- 2010 : Hercule Poirot (Série TV, épisode Le Crime d'Halloween) : Mr Fullerton

### Réalisateur - scénariste
- 1957 : Closing night (TV)
- 1958 : Gala opening (TV)
- 1967 : The Plank
- 1969 : Rhubarb (court-métrage)
- 1979 : The Plank (court-métrage)
- 1980 : Rhubarb Rhubarb
- 1981 : If You Go Down in the Woods Today
- 1983 : It's your move (court-métrage)
- 1988 : Mr. H is late (TV)
- 1993 : The Big Freeze (court-métrage)